# Annual Review of Analytical Chemistry
Annual Review of Analytical Chemistry è una rivista accademica sottoposta a revisione paritaria, che pubblica un volume annuale di articoli di revisione relativi alla chimica analitica. È stata fondata nel 2008 ed è pubblicata da Annual Reviews. A partire dal 2023, è pubblicata in modalità di accesso aperto, secondo il modello editoriale del Subscribe to Open.

## Storia
Annual Review of Analytical Chemistry è stata pubblicata per la prima volta nel 2008 dall'editore no profit Annual Reviews. I suoi redattori fondatori sono stati Edward S. Yeung e Richard N. Zare. Sebbene inizialmente fosse disponibile in formato cartaceo, ora è pubblicata solo in formato elettronico.

## Perimetro editoriale
L'Annual Review of Analytical Chemistry identifica il suo perimetro editoriale con la copertura degli sviluppi significativi nella chimica analitica, attingendo dalle discipline correlate della biologia, ingegneria e fisica.

## Indicizzazione
Secondo il Journal Citation Reports, la rivista ha ricevuto per il 2023 un fattore di impatto pari a 5,9, collocandosi al nono posto fra 106 riviste nella categoria "Chimica analitica" e al terzo posto fra 44 titoli presenti nella categoria "Spettroscopia".
Gli abstract e gli articoli sono indicizzati da: Scopus, Science Citation Index Expanded, EMBASE, MEDLINE e Academic Search, tra gli altri.

## Processo editoriale
L'Annual Review of Analytic Biochemistry ha un caporedattore, che è assistito dal comitato editoriale, che comprende i suoi sostituti, i membri regolari e, occasionalmente, i redattori ospiti. I membri ospiti partecipano su invito del caporedattore e hanno un mandato di un anno.
Tutti gli altri membri del comitato editoriale sono nominati dal consiglio di amministrazione di Annual Reviews e hanno un mandato di cinque anni. Il comitato editoriale determina quali argomenti devono essere inclusi in ogni volume e sollecita revisioni da parte di autori qualificati. Non sono accettati manoscritti non richiesti. La revisione paritaria dei manoscritti accettati è effettuata dal comitato editoriale.

### Redattori dei volumi
Le date riportate di seguito indicano gli anni di pubblicazione in cui qualcuno è stato accreditato come caporedattore o co-redattore di un volume della rivista.
Poiché i volumi sono pianificati molto prima della loro pubblicazione, la nomina di un caporedattore capo generalmente avveniva prima del primo anno qui indicato. Sono riportati anche quei capiredattori andati in pensione o deceduti prima della pubblicazione, purché abbiano contribuito a pianificare il volume.
- Edward S. Yeung e Richard N. Zare (2008–2012)[2][9]
- Yeung and R. Graham Cooks (2013–2014)[10][11]
- Cooks e Jeanne Pemberton (2015)[12]
- Cooks, Pemberton e Paul Bohn (2016)[13]
- Cooks e Pemberton (2017) [14]
- Pemberton e Bohn (2018-2021) [15][16]
- Bohn e Nancy L. Allbritton (present)[17]

### Comitato editoriale
Al 2025, il comitato editoriale risulta composto dai seguenti membri:
- Edgar A. Arriaga
- Daniel T. Chiu
- Susan M. Lunte
- Abraham Badu-Tawiah
- Livia S. Eberlin
- Antje J. Baeumner
- Robert T. Kennedy